# Xã Mottville, Michigan
Xã Mottville (tiếng Anh: Mottville Township) là một xã thuộc quận St. Joseph, tiểu bang Michigan, Hoa Kỳ. Năm 2010, dân số của xã này là 1.436 người.